# Choerolophodon
Il cherolofodonte (gen. Choerolophodon), o gonfoterio dai denti da maiale, è un proboscidato estinto, vissuto tra il Miocene medio e il Miocene superiore (circa 10-6 milioni di anni fa), i cui resti fossili sono stati rinvenuti in Europa, Asia e (forse) Africa.

## Descrizione
Come indica il nome comune, questo animale era simile ai gonfoteridi veri e propri, ma possedeva una dentatura molto simile a quella dei suidi: i molari del cherolofodonte erano infatti caratterizzati dal forte sviluppo dei tubercoli accessori nei solchi trasversali e (almeno nelle specie più derivate) dalla presenza abbondante di cemento dentario. Un'altra importante caratteristica che lo differenziava notevolmente dai gonfoteri è la struttura della mandibola, che ha perso le difese inferiori e si è accorciata notevolmente, realizzando una struttura brevirostre a forma di doccia. Nelle specie più antiche, la sinfisi mandibolare era ancora allungata. Il cranio era lungo e abbastanza allungato, e possedeva due zanne ricurve, dirette all'infuori e verso l'alto, del tutto prive di smalto. Nelle forme più antiche gli archi zigomatici erano espansi lateralmente e le orbite erano posizionate anteriormente. Era inoltre ancora presente il quarto premolare superiore.

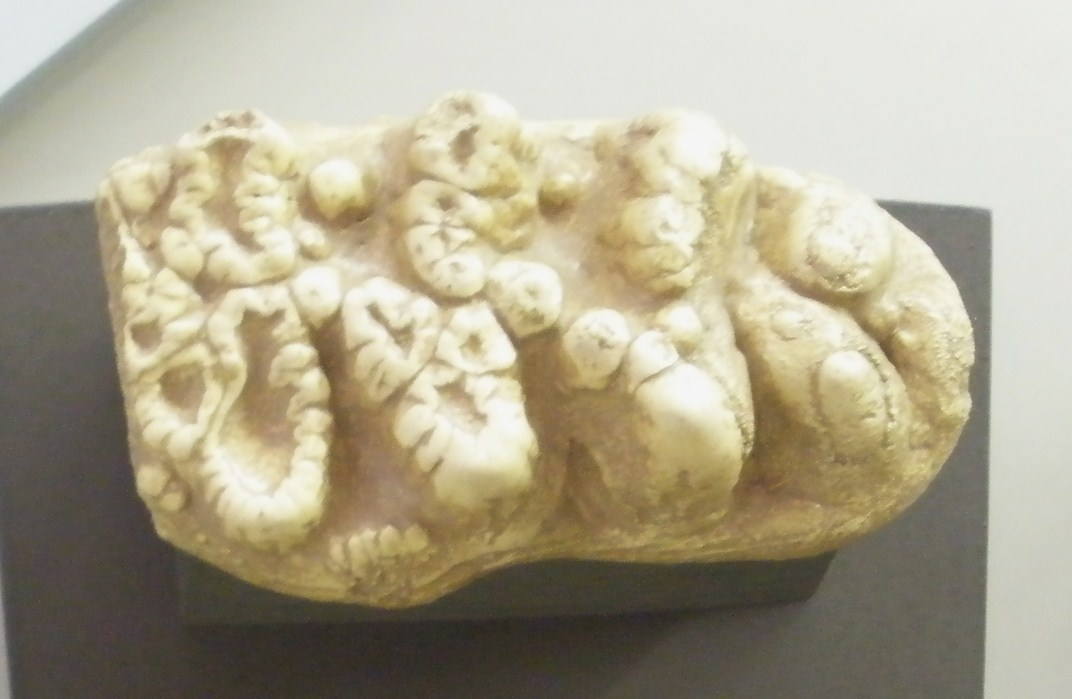
Molare di Choerolophodon

## Classificazione
Il genere Choerolophodon venne istituito da Schlesinger nel 1917, per accogliere la specie precedentemente nota come Mastodon pentelici, proveniente dal Miocene superiore della Grecia; la specie tipo è quindi Choerolophodon pentelici, della fine del Miocene superiore (Vallesiano - Turoliano) dell'Europa sudorientale e dell'Asia sudoccidentale. Successivamente sono state attribuite numerose altre specie a questo genere, tra le quali C. guangheensis (Miocene inferiore della Cina), C. palaeindicus e C. corrugatus (subcontinente indiano), C. chioticus (Miocene medio dell'Europa sudorientale) e C. anatolicus (inizio del Miocene superiore dell'Europa sudorientale e della Turchia). Altre specie variamente attribuite a questo genere sono le africane C. ngorora e C. zaltaniensis; queste specie, tuttavia, probabilmente appartenevano a un genere a sé stante e più primitivo, Afrochoerodon. 

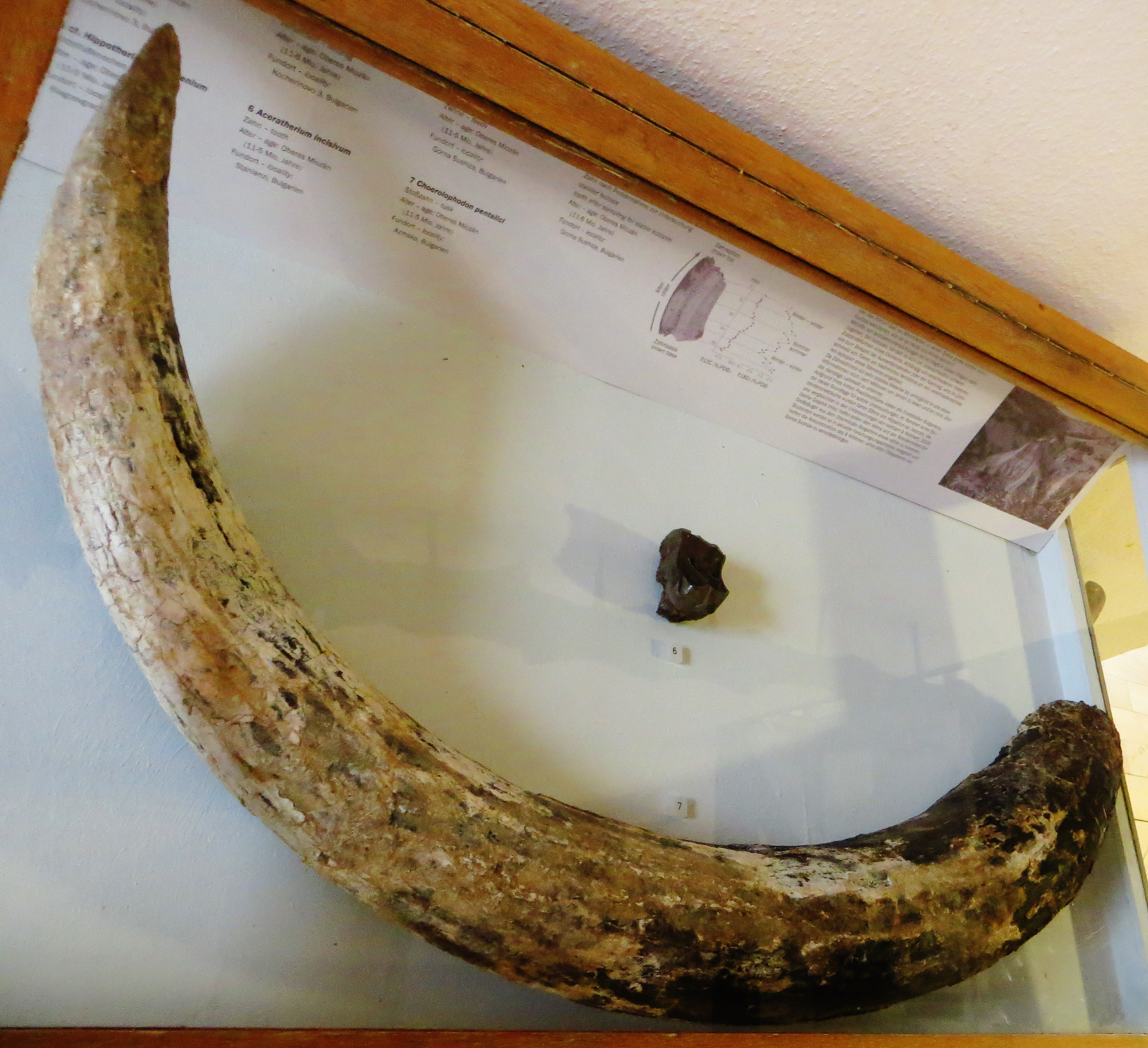
Zanna di Choerolophodon pentelici

Choerolophodon e Afrochoerodon fanno parte di una radiazione di proboscidati miocenici nota come Choerolophodontidae, precedentemente inclusa nella famiglia Gomphotheriidae ma ora ritenuta un clade separato, dalle caratteristiche zanne all'insù e dai molari simili a quelli dei suidi. Un altro probabile rappresentante della famiglia era il nordamericano Gnathabelodon, che sviluppò una curiosa morfologia della mandibola.

## Paleoecologia
Anche se i molari simili a quelli dei cinghiali di Choerolophodon farebbero ipotizzare una dieta a base di vegetali relativamente teneri, uno studio effettuato sulla microusura dentaria di alcuni esemplari di Choerolophodon provenienti dal Miocene superiore della Grecia ha rivelato che questi animali si nutrivano principalmente di erba, un tipo di vegetazione molto difficile da processare e ampiamente diffuso in ambienti aperti.